# 鳥之星 ～Aerial Planet～
《鳥之星 ～Aerial Planet～》是日本一軟件於2008年2月28日發售的PlayStation 2用冒險遊戲及模擬飛行遊戲。是第一個發表收錄以「初音未來」製作的音樂的商業產品（但並非第一個發售）。

## 故事簡介
時間是人類已超越相對論而能夠做出光速以上的移動，可於恆星間旅行的近來來。博士和其兒子Hugo正從地球回到距離地球3000光年的白鳥座α天津四附近，98%被水覆蓋的G型行星。然而進入行星軌道時發生意外而墜下，只有Hugo成功逃出，博士則生死不明。墜下的地點和行星基地距離數千公里，在失去通訊機器和只有數名搜索人員的情況下，Hugo可否成功到達目的地？

## 登場人物
Hugo
Emily

博士

## 與初音未來的合作
此遊戲是第一個發表收錄以音樂軟件VOCALOID2角色主唱系列「初音未來」製作的音樂的商業產品，選擇初音未來是因為遊戲的營業專案隊長小酒井省吾當初聽初音未來的音樂時，有一種是真人歌唱般的錯覺。消息最初於2007年11月9日發售的遊戲雜誌「電撃 PlayStation」發表，但日本一軟件的官方網站在數日前已出現初音未來的剪影。四首歌曲中有三首會在網站上發放，剩下的一首會收錄於特典CD中。第一首於2007年12月末公開，第二、三首續月公開。